# Le Gault-Soigny
Le Gault-Soigny ist eine französische Gemeinde mit 503 Einwohnern (Stand 1. Januar 2022) im Département Marne in der Region Grand Est (vor 2016 Champagne-Ardenne). Sie gehört zum Arrondissement Épernay und zum Kanton Sézanne-Brie et Champagne. 

## Geographie
Le Gault-Soigny liegt etwa 62 Kilometer südsüdwestlich von Reims
Umgeben wird Le Gault-Soigny von den Nachbargemeinden Bergères-sous-Montmirail im Norden, Boissy-le-Repos im Nordosten, Charleville im Osten, Les Essarts-lès-Sézanne im Süden und Südosten, Morsains im Süden und Westen sowie Mécringes und Montmirail im Nordwesten. Das Gemeindegebiet wird vom Flüsschen Ru de Bonneval durchquert, das hier noch Fossé des Mourrières genannt wird.

## Bevölkerungsentwicklung
| Jahr                       | 1962 | 1968 | 1975 | 1982 | 1990 | 1999 | 2006 | 2011 | 2018 |
| -------------------------- | ---- | ---- | ---- | ---- | ---- | ---- | ---- | ---- | ---- |
| Einwohner                  | 550  | 458  | 387  | 345  | 392  | 421  | 455  | 532  | 521  |
| Quellen: Cassini und INSEE |      |      |      |      |      |      |      |      |      |

## Sehenswürdigkeiten
- Menhir von L’Hermite

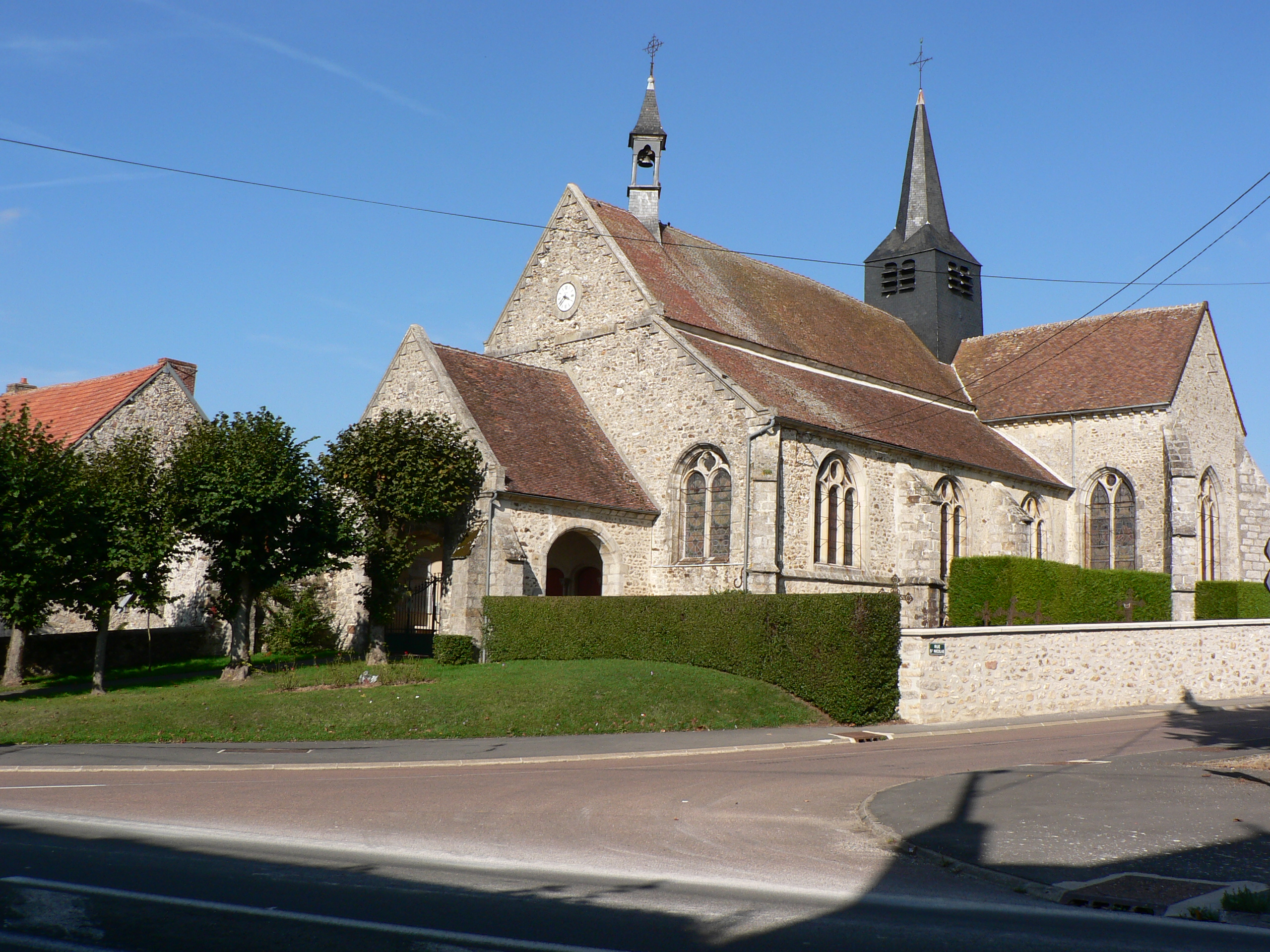
Kirche Saint-Nicolas

- Kirche Saint-Nicolas in Le Gault-la-Forêt
- Kirche St-Pierre in Soigny
- Schloss Recoude